# Бромид меди(I)
Броми́д ме́ди(I) — неорганическое вещество с формулой CuBr, соединение меди и брома. Относится к классу бинарных соединений, может рассматриваться как соль одновалентной меди и бромоводородной кислоты. В чистом виде — белое кристаллическое вещество, примеси бромида меди(II) окрашивают его в зеленоватый цвет.

## Физические свойства
В чистом виде представляет собой бесцветные тетраэдрические микрокристаллы. Кристаллическая решётка типа сфалерита (кубическая сингония).
Во влажном воздухе на свету медленно окисляется, приобретая зеленоватый цвет. Термически устойчив: плавится и кипит без разложения. Нерастворим в воде, этаноле, эфире. Не образует кристаллогидраты.

## Химические свойства

### Образование растворимых соединений
Бромид меди(I) растворяется в горячей концентрированной серной кислоте:
{\displaystyle {\mathsf {2\ CuBr+4\ H_{2}SO_{4}\longrightarrow \ 2CuSO_{4}+\ Br_{2}\uparrow +\ 2SO_{2}\uparrow +4\ H_{2}O}}}
За счёт комплексообразования растворяется в концентрированных растворах бромоводородной кислоты, бромида калия, цианида калия, аммиака:
{\displaystyle {\mathsf {CuBr+MBr\longrightarrow \ M[CuBr_{2}],\ (M=H,K)}}}
{\displaystyle {\mathsf {CuBr+2KCN\longrightarrow \ K[Cu(CN)_{2}]+KBr}}}
{\displaystyle {\mathsf {CuBr+2(NH_{3}\cdot H_{2}O)\longrightarrow \ [Cu(NH_{3})_{2}]Br+2H_{2}O}}}

### Прочие реакции
При кипячении водной суспензии бромида меди(I) происходит дисмутация последнего на бромид меди(II) и металлическую медь:
{\displaystyle {\mathsf {2CuBr\longrightarrow Cu\downarrow +CuBr_{2}}}}
Бромид меди(I) медленно окисляется на свету во влажном воздухе:
{\displaystyle {\mathsf {4\ CuBr+O_{2}+2H_{2}O\longrightarrow 4CuBr(OH)}}}
Образует молекулярные аддукты с основаниями Льюиса, например с диметилсульфидом:
{\displaystyle {\mathsf {CuBr+S(CH_{3})_{2}\longrightarrow CuBr\cdot S(CH_{3})_{2}}}}

## Получение
Бромид меди(I) можно получить одним из следующих способов.
Термическим разложением бромида меди(II):
{\displaystyle {\mathsf {2CuBr_{2}\ \xrightarrow {>500^{\circ }C} \ 2CuBr+Br_{2}\uparrow }}}
{\displaystyle {\mathsf {2(CuBr_{2}\cdot 4H_{2}O)\ \xrightarrow {115-140^{\circ }C} \ 2CuBr+Br_{2}\uparrow +8H_{2}O}}}
Реакцией оксида меди(I) с разбавленной бромоводородной кислотой:
{\displaystyle {\mathsf {2Cu_{2}O+2HBr\ \longrightarrow \ 2CuBr\downarrow +H_{2}O}}}
Восстановлением растворимых солей двухвалентной меди диоксидом серы в присутствии растворимых бромидов, например:
{\displaystyle {\mathsf {2CuSO_{4}+2NaBr+SO_{2}+2H_{2}O\longrightarrow 2CuBr\downarrow +2H_{2}SO_{4}+Na_{2}SO_{4}}}}
Пропусканием газообразного бромоводорода через суспензию металлической меди в эфире с последующим разложением образовавшегося дибромокупрата(I) водорода:
{\displaystyle {\mathsf {2Cu+4HBr\longrightarrow 2H[CuBr_{2}]+H_{2}\uparrow }}}
{\displaystyle {\mathsf {H[CuBr_{2}]\longrightarrow CuBr+HBr}}}
Восстановлением растворимых солей двухвалентной меди металлической медью в присутствии бромида калия с последующим разложением образовавшегося дибромокупрата(I) калия:
{\displaystyle {\mathsf {CuSO_{4}+4KBr+Cu\ \longrightarrow \ 2K[CuBr_{2}]+K_{2}SO_{4}}}}
{\displaystyle {\mathsf {K[CuBr_{2}]\ \longrightarrow \ CuBr+KBr}}}

## Применение
Бромид меди(I) применяется в органическом синтезе.